# Acromyrmex balzani
Acromyrmex balzani är en myrart som först beskrevs av Carlo Emery 1890.  Acromyrmex balzani ingår i släktet Acromyrmex och familjen myror.

## Underarter
Arten delas in i följande underarter:
- A. b. balzani
- A. b. multituber

## Bildgalleri

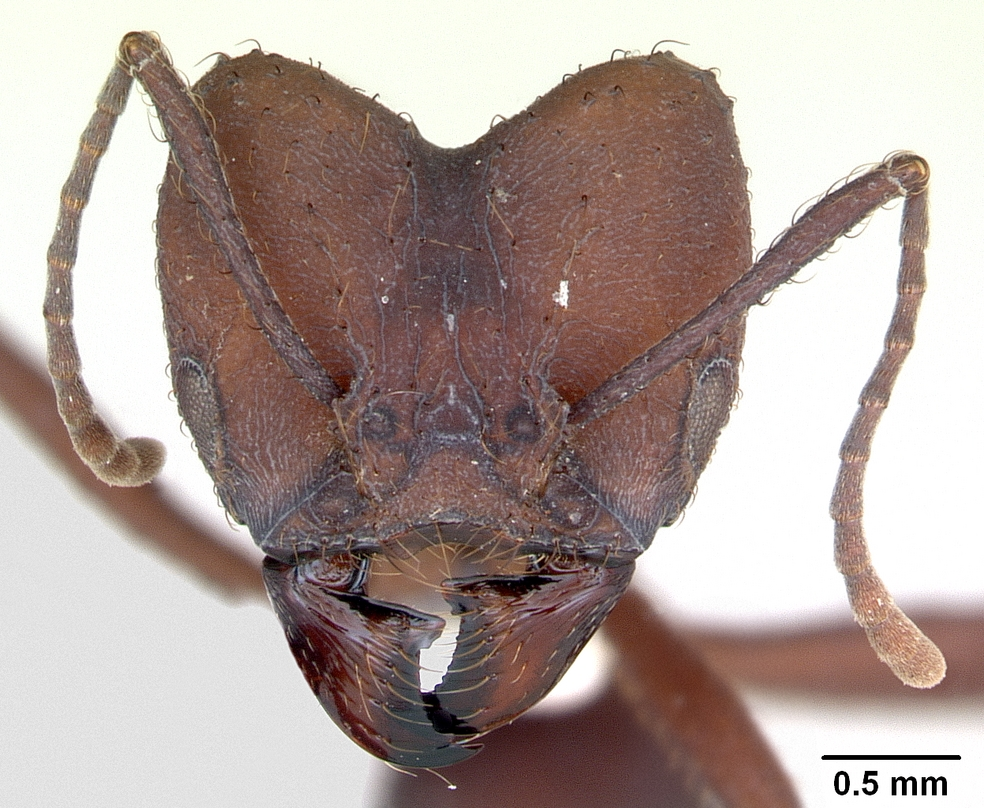
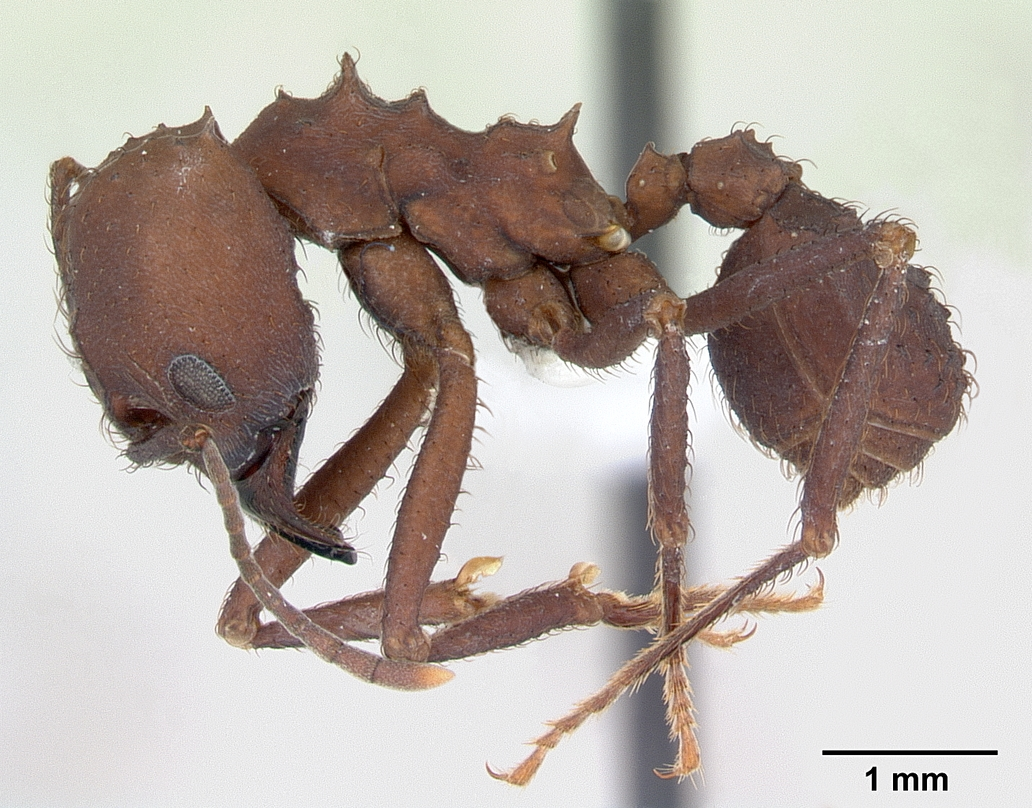